# Xyris scabrifolia
Xyris scabrifolia är en gräsväxtart som beskrevs av Roland McMillan Harper. Xyris scabrifolia ingår i släktet Xyris och familjen Xyridaceae. Inga underarter finns listade i Catalogue of Life.